# Bronschwand
Bronschwand (westallgäuerisch: Broschwandə, Broschwond) ist ein Gemeindeteil der Marktgemeinde Scheidegg im bayerisch-schwäbischen Landkreis Lindau (Bodensee).

## Geographie
Die Einöde liegt circa 1,5 Kilometer südlich des Hauptorts Scheidegg und zählt zur Region Westallgäu. Nördlich der Ortschaft liegt Forst, östlich Denzenmühle.

## Ortsname
Der Ortsname setzt sich aus dem frühneuhochdeutschen Bestimmungswort brame für dorniges Strauchwerk (bes. Brom- und Himbeerstrauch) sowie dem frühneuhochdeutschen Grundwort schwende für gerodetes Weide- oder Ackerland zusammen und bedeutet somit Rodesiedlung auf ursprünglich mit Dornsträuchen bewachsenem Gelände.

## Geschichte
Der Ort wurde erstmals im Jahr 1569 als Pramschwang urkundlich erwähnt. 1818 wurden zwei Wohngebäude im Ort gezählt. Bronschwand gehörte einst der Herrschaft Altenburg an.